# Clerodendrum grandiflorum
Clerodendrum grandiflorum là một loài thực vật có hoa trong họ Hoa môi. Loài này được (Hook.) Schauer mô tả khoa học đầu tiên năm 1847.